# 熊本県の図書館一覧

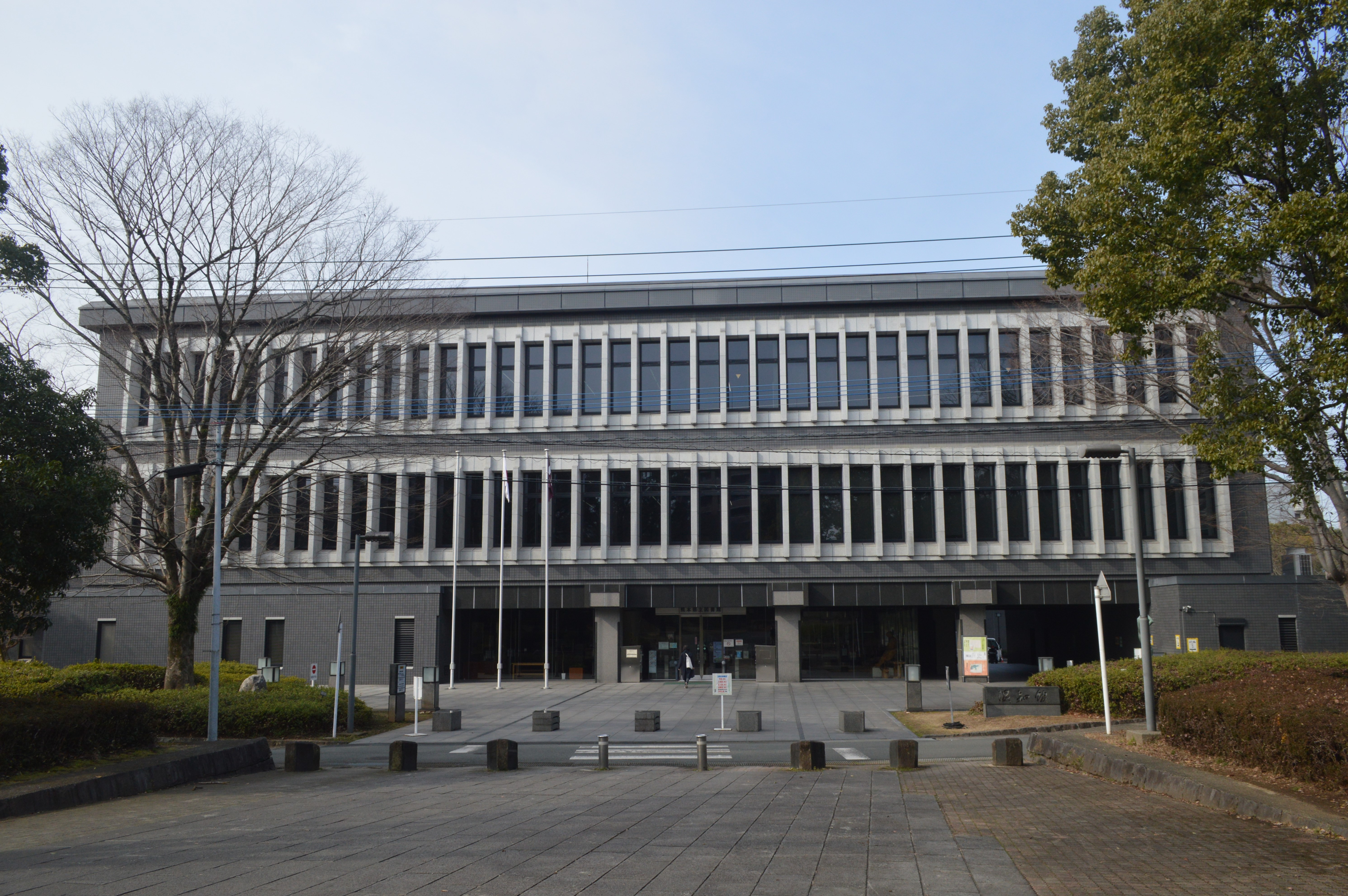
熊本県立図書館

熊本県の図書館一覧（くまもとけんのとしょかんいちらん）は、熊本県にある図書館の一覧。

## 県立図書館
- 熊本県立図書館

## 市町村立図書館

### 熊本地方
- 熊本市立図書館（組織名）
  - 熊本市立図書館（本館）
  - 熊本市立植木図書館
  - 熊本市立城南図書館
  - 熊本市立とみあい図書館
  - くまもと森都心プラザ図書館

- 宇城市立図書館（組織名）
  - 宇城市立中央図書館
    - 中央図書館小川分館
    - 中央図書館三角分館
    - 中央図書館豊野分館

- 宇土市立図書館
- 大津町立おおづ図書館

- 菊陽町図書館

- 御船町立図書館
- 益城町交流情報センター
- 甲佐町生涯学習センター
- 山都町立図書館
- 嘉島町民会館図書室

- 美里町中央公民館図書室
  - 美里町文化交流センター内図書室

### 荒尾・玉名地方
- 玉名市図書館（組織名）
  - 玉名市民図書館
  - 玉名市横島図書館
  - 玉名市岱明図書館
  - 玉名市天水図書館

- 荒尾市立図書館

- 長洲町図書館
- 南関町立図書館
- 玉東町中央公民館図書室
- 和水町中央公民館図書室

### 阿蘇地方
- 阿蘇市立図書館（組織名）
  - 阿蘇市立一の宮図書館
  - 阿蘇市立阿蘇図書館

- 南小国町コミュニティセンター図書室
- 小国町図書室
- 西原村生涯学習センター図書室
- 南阿蘇村図書室

### 山鹿・菊池地方
- 山鹿市図書館（組織名）
  - 山鹿市立こもれび図書館
  - 山鹿市立ひだまり図書館
  - 山鹿市中央公民館図書室
  - 鹿北公民館図書室
  - 菊鹿公民館図書室
  - 鹿央公民館内図書室

- 菊池市立図書館（組織名）
  - 菊池市中央図書館
  - 菊池市泗水図書館
  - 菊池市七城図書館
  - 菊池市旭志図書館

- 合志市立図書館
  - 合志市西合志図書館
  - 合志市ヴィーブル図書館
  - 合志市泉ヶ丘市民センター図書館

### 八代地方
- 八代市立図書館
  - 八代市立図書館せんちょう分館
  - 八代市立図書館かがみ分館

- 氷川町八火図書館
  - 竜北歴史資料館図書室

### 天草地方
- 天草市立図書館（組織名）
  - 天草市立中央図書館
  - 天草市立牛深図書館
  - 天草市立御所浦図書館
  - 天草市立河浦図書館

- 上天草市立図書館（組織名）
  - 上天草市立中央図書館
  - 上天草市立大矢野図書館
  - 上天草市立松島図書館
  - 上天草市立姫戸図書館
  - 上天草市立龍ヶ岳図書館

### 芦北・球磨地方
- 水俣市立図書館

- 芦北町立図書館
- 津奈木町公立図書館

- 人吉市図書館

- 錦町図書館
- あさぎり町図書館
  - あさぎり町深田校区公民館図書館
  - あさぎり町生涯学習センター図書館
- 多良木町中央公民館図書室
- 相良村教育委員会内図書室
- 山江村歴史民俗資料館図書室

## 大学図書館
- 九州ルーテル学院大学図書館
- 熊本学園大学付属図書館
- 熊本県立大学学術情報メディアセンター図書館
- 熊本大学附属図書館中央館
  - 熊本大学附属図書館医学系分館
  - 熊本大学附属図書館薬学部分館
- 熊本保健科学大学附属図書館
- 尚絅大学図書館
- 崇城大学図書館
- 九州看護福祉大学附属図書館
- 中九州短期大学附属図書館